# Lärjungen (film)
Lärjungen är en finländsk historisk dramafilm från 2013 i regi av Ulrika Bengts. Den utspelar sig 1939 på fyrön Lågskär i Ålands skärgård och handlar om en 13-årig pojke som anländer till ön för att bli fyrvaktare. Filmen hade en budget på 1,6 miljoner euro varav 600 000 kom från Finlands Filmstiftelse. Inspelningen ägde rum under sex veckor sommaren 2012.
Filmen hade världspremiär vid Festival des Films du Monde i Montréal, där den visades 27 augusti 2013. Den gick upp på bio i Finland 27 september 2013. Den utsågs till Finlands kandidat till Bästa utländska film vid Oscarsgalan 2014.

## Handling
I slutet av 1930-talet kommer den 13-årige Karl till en liten ö i det yttersta åländska havslandskapet för att arbeta åt fyrmästare Hasselbond. Den krävande fyrmästaren tycker att Karl är för ung, och planerar att skicka hem honom med nästa båt. Karl gör allt för att få stanna och börjar bit för bit att imponera på Hasselbond vilket den hunsade sonen Gustaf inte uppskattar.

## Rollista (i urval)
- Erik Lönngren – Karl Berg
- Patrik Kumpulainen – Gustaf Hasselbond
- Niklas Groundstroem – fyrmästare Hasselbond
- Amanda Ooms – Dorrit Hasselbond
- Ping Mon Wallén – Emma Hasselbond
- Philip Zandén – Hallström
- Sampo Sarkola – Ajander
- Alfons Röblom – Sköld